# Astrid của Na Uy
Astrid Maud Ingeborg của Na Uy (tiếng Na Uy: Astrid Maud Ingeborg av Norge; sinh ngày 12 tháng 2 năm 1932) là con gái thứ hai của vua Olav V của Na Uy và công chúa Märtha của Thụy Điển. Bà là chị gái của vua Vua Harald V và là em gái của Vương nữ Ragnhild.
Bà là cháu gái của Vua Edward VII, cho nên bà cũng có mặt trong dòng kế vị ngai vàng của Vương quốc Anh. Bà là chị em họ dòng thứ hai với Nữ vương Elizabeth II và đồng thời là chị em họ dòng đầu với Vua Baudouin của Bỉ và đương kim quốc vương Bỉ là Vua Albert II.

## Tiểu sử
Vương nữ Astrid lớn lên trên khu đất hoàng gia ở Skaugum, Asker và được đào tạo trong các ngôi trường tư. Trong Chiến tranh thế giới thứ hai, cô và gia đình cô chạy trốn khỏi Đức quốc xã và đã trải qua cuộc chiến với mẹ, em trai và em gái sống lưu vong ở Washington, DC.
Sau chiến tranh, vương nữ học kinh tế và lịch sử chính trị tại trường đại học Oxford.
Công chúa kết hôn với Johan Martin Ferner vào ngày 12 tháng 1 năm 1961, do đó bà còn được biết đến với danh xưng Vương nữ Astrid, phu nhân Ferner (prinsesse Astrid, fru Ferner). Mặc dù việc kết hôn của vương nữ Astrid từng làm dấy lên nhiều tranh cãi vào đầu thập niên 1960 vì Ferner đã từng ly hôn, nhưng hôn nhân của hai người vẫn tốt đẹp đến khi phò mã qua đời vào ngày 24 tháng 1 năm 2015.